# Edd Byrnes
Edd Byrnes, született Edward Byrne Breitenberger (New York, 1932. július 30. – Los Angeles, Kalifornia, 2020. január 8.) amerikai színész.

## Filmjei
- Reform School Girl (1957)
- Johnny Trouble (1957)
- Maverick (1957–1960, három epizódban)
- Cheyenne (1957–1958, két epizódban)
- Darby's Rangers (1958)
- Marjorie Morningstar (1958)
- Life Begins at 17 (1958)
- Girl on the Run (1958)
- 77 Sunset Strip (1958–1963, 163 epizódban)
- Up Periscope (1959)
- Yellowstone Kelly (1959)
- Titkos küldetés (The Secret Invasion) (1964)
- Beach Ball (1965)
- 7 winchester per un massacro (1967)
- Vado... l'ammazzo e torno (1967)
- Professionisti per un massacro (1967)
- The Silent Gun (1969, tv-film)
- Wicked, Wicked (1973)
- Csillagport (Stardust) (1974)
- Grease (1978)
- Charlie angyalai (Charlie's Angels) (1981, egy epizódban)
- Szerelemhajó (The Love Boat) (1982, egy epizódban)
- Erotic Images (1983)
- A szörfkirály visszatér (Back to the Beach) (1987)
- Mankillers (1987)
- Fenyegető telefon (Party Line) (1988)
- Az agyoncsapat (Troop Beverly Hills) (1989)
- Gyilkos sorok (Murder, She Wrote) (1990–1995, három epizódban)
- Egy rém rendes család (Married with Children) (1992, egy epizódban)
- Kung fu: A legenda folytatódik (Kung Fu: The Legend Continues) (1995, egy epizódban)